# Brakpan
Brakpan (deutsch etwa: „Flacher Brackwassersee“) ist eine Stadt in Südafrika. Sie gehört zur Provinz Gauteng und liegt in der Metropolgemeinde Ekurhuleni, die vormals in ähnlicher Lage als East Rand bekannt war. 2011 hatte die Stadt 73.080 Einwohner.

## Name
Brakpan wurde auf dem Gelände einer Farm gegründet, auf dem es einen mit Brackwasser gefüllten flachen See gab.

## Geographische Lage
Die Stadt liegt rund 1600 Meter über dem Meeresspiegel. Brakpan liegt im East Rand, der den östlichen Teil des Witwatersrands umfasst. Unmittelbar nördlich liegt die Stadt Benoni, südöstlich die Stadt Springs.

## Geschichte
Vor 1888 wurde Brakpan auf dem Gelände der Farm Weltevreden (deutsch etwa: „Sehr zufrieden“) gegründet. 1888 wurden Kohlevorkommen entdeckt. Der Kohlebergbau erhielt den Namen Brakpan Collieries. Ebenso wurde ein Kohlekraftwerk errichtet. Brakpan erhielt in der Folge einen Bahnhof an der Bahnstrecke Germiston–Springs. 1905 errichtete die Brakpan Mines Company die ersten beiden Goldminen in Brakpan. Damals hatte eine der Minen mit 120 Metern Höhe die höchste Abraumhalde der Welt.
Bis 1912 war Brakpan ein Stadtteil von Benoni, erhielt dann aber Stadtrechte. 1922 nahmen weiße Bergarbeiter an einem Streik und der Rand-Revolte gegen die Regierung teil.
Die Erträge der Goldminen sanken schrittweise. Andere Industriebetriebe siedelten sich in Brakpan an, insbesondere aus den Bereichen Eisengewinnung und Maschinenbau. Dabei profitierte Brakpan von seiner zentralen Lage im östlichen Witwatersrand.
2000 wurde Brakpan ein Teil der Ekurhuleni Metropolitan Municipality.

## Wirtschaft
Industriebetriebe bilden die Haupteinnahmequelle von Brakpan. Daneben wurde der Vergnügungspark mit dem größten Kasino Südafrikas, Carnival City, errichtet, der insbesondere für Touristen gedacht ist.

## Verkehr
Brakpan liegt an der Fernstraße N17.